# Olof Kinberg
Olof Wilhelm Kinberg, född 23 september 1873 i Laholm, död 6 april 1960 i Saltsjöbaden, var en svensk läkare.

## Biografi
Kinberg blev student 1892, medicine kandidat i Stockholm 1898, medicine licentiat vid Uppsala universitet 1904 och medicine doktor i Stockholm 1908. Efter förordnanden som amanuens, underläkare och biträdande läkare på Stockholms och Uppsala hospital 1901–1906 blev han överläkare på Södra provisoriska sinnessjukhuset i Stockholm 1906 och utnämndes 1908 till överläkare och direktör vid Stockholms stads sinnessjukhus Långbro. Han vårdade där personligen bland annat Hermann Göring.
Han blev 1909 docent i psykiatri och rättspsykiatri vid Karolinska institutet. Åren 1920–1939 var han lärare i rättspsykiatri där och psykiater på Långholmens centralfängelse, på vars sinnessjukavdelning han gav kliniska kurser i rättspsykiatri för studerande och läkare. Från 1932 var även chef för den nyinrättade rättspsykiatriska kliniken vid nämnda fängelse. Han tilldelades 1922 professors namn.
Han deltog som sakkunnig inom kommittén för revision av hospitalsstadgan (1915), inom Justitiedepartementet för utarbetande av förslag till lag mot minderårigas brottslighet (1918), inom Socialdepartementet för utarbetande av stadga för statens tvångsarbetsanstalter (1920) med mera. Som ledamot i styrelsen för Svenska kriminalistföreningen deltog Kinberg på ett från juridiskt håll mycket uppmärksammat sätt i diskussionen rörande de nya straffrättsförslagen. 
Kinberg var också vice ordförande för Statens institut för rasbiologi och uttryckte flera gånger sitt stöd för eugenik, bland annat genom en artikelserie i Läkartidningen.

### Familj
Olof Kinberg tillhörde släkten Kinberg från Västergötland som son till bataljonsveterinär Wilhelm Kinberg och Selma Constance Kinberg, född Kull. Han var bror till Georg Kinberg samt 1898–1915 gift med läkaren Julia Kinberg, född Rosenbaum, och från 1916 med sångerskan Maria Wilhelmina Kinberg, född Wallenström. Han var far till konsertpianisten Camilla Kinberg och han hade två söner – Olof och Kaj.